# اوا ساکالووا
اوا ساکالووا (اسلواکی: Eva Sakálová؛ زادهٔ ۹ مهٔ ۱۹۸۵) بازیگر تئاتر و تلویزیون اهل کشور اسلواکی است.